# Brokdvärgfasan
Brokdvärgfasan (Galloperdix lunulata) är en fågel i familjen fasanfåglar inom ordningen hönsfåglar.

## Utseende
Brokdvärgfasanen är en 32 cm lång hönsfågel som olikt övriga sporrhöns saknar röd orbitalhud samt har mörk näbb och mörka ben, ej röda. Hanen har markant vitbandat grönsvart huvud och hals, vitfläckigt kastanjeröd ovansida och gulbeige undersida med mörka fläckar och band. Honan är mörkbrun med kastanjebrunt på panna och ögonbrynsstreck och beige på strupe och strupesidestreck.

## Utbredning och systematik
Brokdvärgfasanen förekommer enbart på Indiska halvön på halvarida stäpper. Den behandlas som monotypisk, det vill säga att den inte delas in i några underarter.

## Status och hot
Arten har ett stort utbredningsområde och det finns inga tecken på vare sig några substantiella hot eller att populationen minskar. Utifrån dessa kriterier kategoriserar IUCN arten som livskraftig (LC).